# The Greatest Hits (válogatás)
A The Greatest Hits Gigi D'Agostino korábbi kiadójának, a Discomagicnek a válogatáslemeze, amit a Gigi D'Agostino album sikerei nyomán jelentetett meg 1996-ban. A lemezt 2007-ben a Hitland újra kiadta.

## Számlista

### CD
1. Noise maker theme  8:45
2. Sweetly  8:04
3. Happily  8:20
4. This song tears easily  5:26
5. The mind1s journey (Pattern 1)  6:46
6. Panic mouse vrs.1 (with Daniele Gas)  6:13
7. Giallone remix (with Daniele Gas)  9:00
8. Meravillia (with Daniele Gas)  7:33
9. Creative nature vol.1 vrs.1 (with Daniele Gas)  8:57
10. Creative nature vol.1 vrs.2 (with Daniele Gas)  8:04

### ("12)
A-oldal
1. Noise maker theme  8:45
2. Sweetly  8:04

B-oldal
1. Happily  8:20
2. Giallone remix (with Daniele Gas)  9:00

C-oldal
1. This mind's journey (Pattern 1)  6:46
2. Panic mouse vrs.1 (with Daniele Gas)  6:13
3. Meravillia (with Daniele Gas)  7:33

D-oldal
1. This song tears easily  5:26
2. Creative nature vol.1 vrs.1 (with Daniele Gas)  8:57
3. Creative nature vol.1 vrs.2 (with Daniele Gas)  8:04

## Szerzők
- 01, 02, 03, 04, 05, & 06: L. Di Agostino – Lombardioni Ed. Musicali
- 07, 08, 09 & 10: L. Di Agostino &D. Gas – Lombardioni Ed. Musicali

## Érdekességek
- A lemez Gigi Media Recordshoz való belépése előtt megjelent kislemezeinek gyűjteménye.
- A The Greatest Hits-et a Gigi D'Agostino-album sikerei nyomán adták ki, akárcsak a Journey Into Space-t.
- A Panic Mouse és a Meravillia az eredeti tempóhoz képest fel van gyorsítva (valószínűleg) helyhiány miatt, bár a Meravillia eredeti verziója rövidebb, mint a felgyorsított verzió.
- A 2007-es újrakiadáson a Meravillia hibásan, 7:033-nak van feltüntetve.